# Llista de districtes del Gujarat

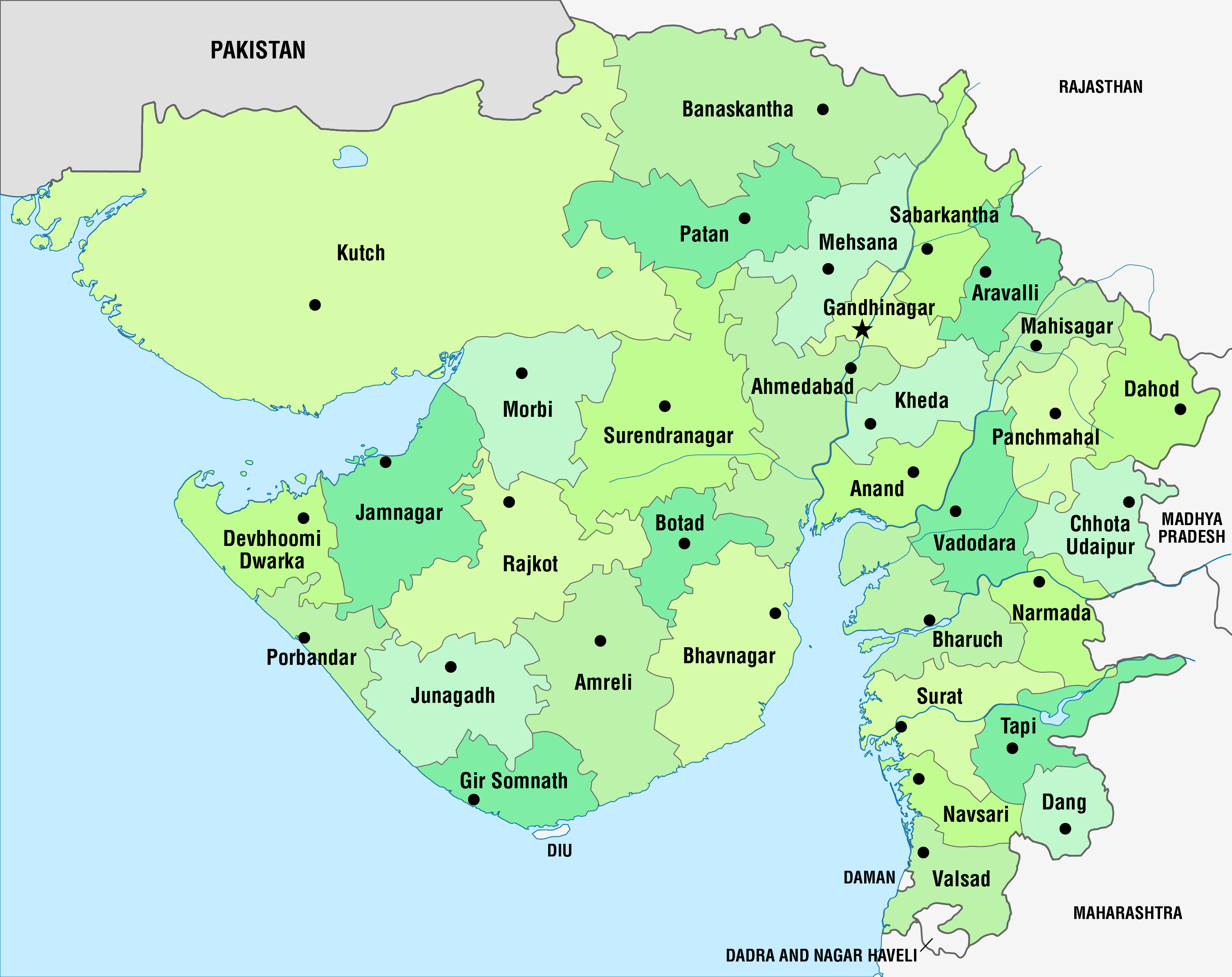
Districtes de Gujarat

L'estat de Gujarat té 26 districtes:
| Codi | Districte                  | Capital       | Població(2001) | Àrea (km²) | Densitat (/km²) |
| ---- | -------------------------- | ------------- | -------------- | ---------- | --------------- |
| AH   | Districte d'Ahmedabad      | Ahmedabad     | 5.808.378      | 8.707      | 667             |
| AM   | Districte d'Amreli         | Amreli        | 1.393.295      | 6.760      | 206             |
| AN   | Districte d'Anand          | Anand         | 1.856.712      | 2.942      | 631             |
| BK   | Districte de Banaskantha   | Palanpur      | 2.502.843      | 12.703     | 197             |
| BR   | Districte de Bharuch       | Bharuch       | 1.370.104      | 6.524      | 210             |
| BV   | Districte de Bhavnagar     | Bhavnagar     | 2.469.264      | 11.155     | 221             |
| DA   | Districte de Dahod         | Dahod         | 1.635.374      | 3.642      | 449             |
| DG   | Districte dels Dangs       | Ahwa          | 186.712        | 1.764      | 106             |
| GA   | Districte de Gandhinagar   | Gandhinagar   | 1.334.731      | 649        | 2.057           |
| JA   | Districte de Jamnagar      | Jamnagar      | 1.913.685      | 14.125     | 135             |
| JU   | Districte de Junagarh      | Junagarh      | 2.448.427      | 8.839      | 277             |
| KA   | Districte de Kutch         | Bhuj          | 1.526.321      | 45.652     | 33              |
| KH   | Districte de Kheda         | Kheda         | 2.023.354      | 4.215      | 480             |
| MA   | Districte de Mehsana       | Mehsana       | 1.837.696      | 4.386      | 419             |
| NR   | Districte de Narmada       | Rajpipla      | 514.083        | 2.749      | 187             |
| NV   | Districte de Navsari       | Navsari       | 1.229.250      | 2.211      | 556             |
| PA   | Districte de Patan         | Patan         | 1.181.941      | 5.738      | 206             |
| PM   | Districte de Panchmahal    | Godhra        | 2.024.883      | 5.219      | 388             |
| PO   | Districte de Porbandar     | Porbandar     | 536.854        | 2.294      | 234             |
| RA   | Districte de Rajkot        | Rajkot        | 3.157.676      | 11.203     | 282             |
| SK   | Districte de Sabarkantha   | Himmatnagar   | 2.083.416      | 7.390      | 282             |
| SN   | Districte de Surendranagar | Surendranagar | 1.515.147      | 10.489     | 144             |
| ST   | Districte de Surat         | Surat         | 4.996.391      | 7.657      | 653             |
| TA   | Districte de Tapi          | Vyara         | -              | -          | -               |
| VD   | Districte de Baroda        | Vadodara      | 3.639.775      | 7.794      | 467             |
| VL   | Districte de Valsad        | Valsad        | 1.410.680      | 3.034      | 465             |

## Nota
1. ↑  No existia al cens del 2001